# Wełna (Grande-Pologne)
Pour les articles homonymes, voir Wełna (homonymie).
Wełna (prononciation : [ˈvɛu̯na]) est un village polonais de la gmina de Rogoźno dans le powiat d'Oborniki de la voïvodie de Grande-Pologne dans le centre-ouest de la Pologne.
Il se situe à environ 7 kilomètres au sud-ouest de Rogoźno (siège de la gmina), à 11 kilomètres au nord-est d'Oborniki (siège du powiat), et à 37 kilomètres au nord de Poznań (capitale de la Grande-Pologne).

## Histoire
De 1975 à 1998, le village faisait partie du territoire de la voïvodie de Piła.

Depuis 1999, Wełna est situé dans la voïvodie de Grande-Pologne.
Le village possède une population de 173 habitants en 2005.